# 昭陵 (唐)

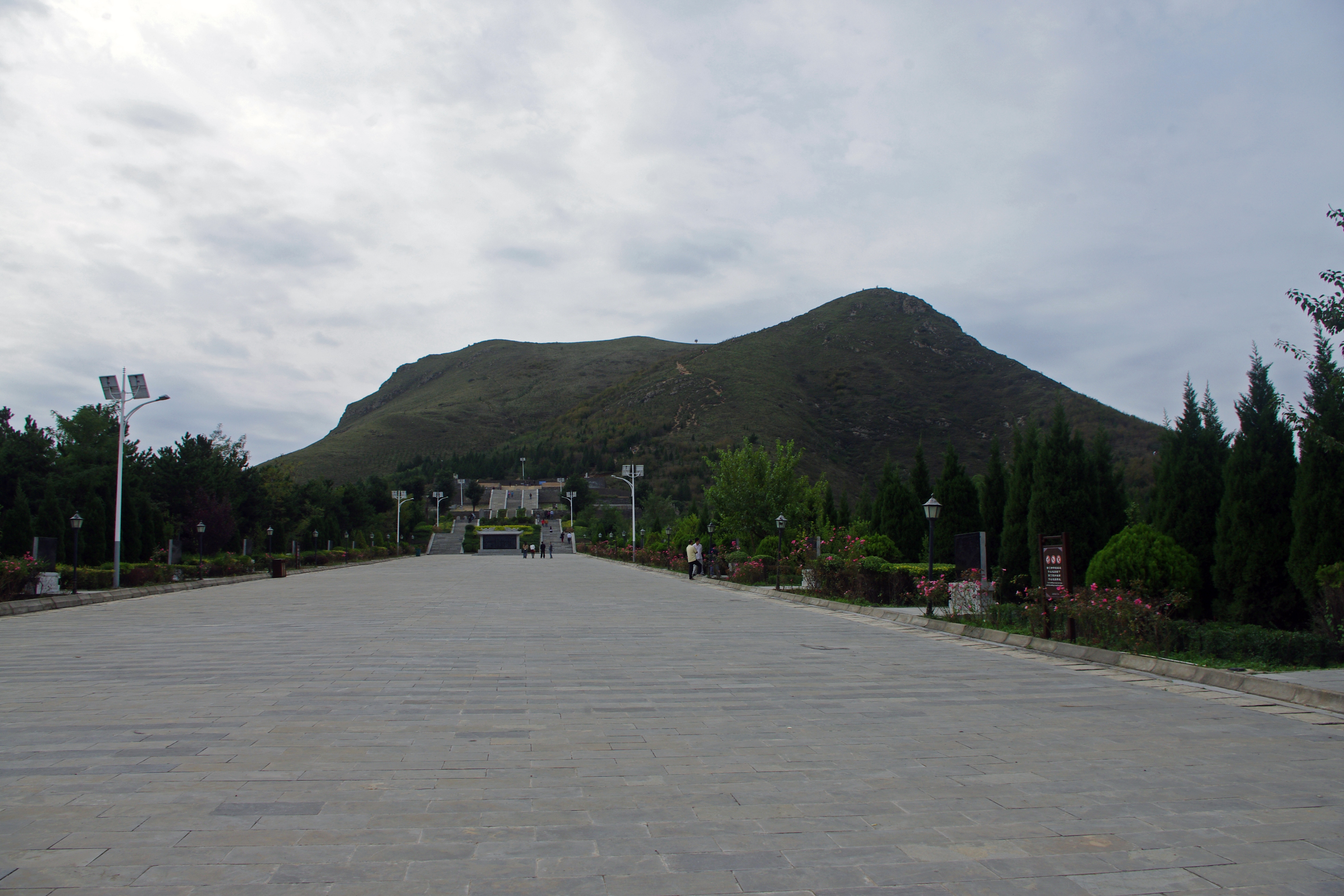
昭陵

昭陵（しょうりょう）は、唐の太宗李世民（598年 - 649年）の陵墓であり、現在の陝西省西安市の北方に点在する唐の十八陵の一つ。

## 概要
往古の唐の都である長安城（西安市）の西北方に位置しており、現在の行政区画では、咸陽市礼泉県の北東25kmに位置する九嵕山（きゅうそうざん）麓にある。唐の十八陵の中でも最大の規模を誇る。
設計を閻立徳・閻立本兄弟が行い、その造営は、貞観10年（636年）に始まった。長孫皇后の陵墓として造営が始まり、太宗自身も、そこに葬られた。唐代の他の陵墓と同様、墳丘を造営したものではなく、山陵によって玄室が築かれている。太宗が、人民の労力を軽くするために意図したものであると伝えられる。
その陵前は、乱冢坪と呼ばれ、そこから山麓にかけて、総数200近くと称せられる、初唐の宗室諸王や公主、魏徴・李靖・李勣・房玄齢ら功臣たちの陪葬墓を見ることができる。太宗の死去の際には、王羲之の『蘭亭序』もおさめられたと伝えられる。陪葬墓には壁画が残っているものもある。
五代十国の後梁の時代、軍人の温韜によって盗掘され、合葬されていた多くの名品が運び出されている。また、『南唐書』の鄭元素伝には、元素が昭陵を盗掘しようと中に入った時のさまが描写されており、そこから昭陵内部の様子をうかがい知ることができる。
昭陵の地上に見られるのは、玄武門の一部と摩滅した石碑の一部だけである。太宗遺愛の名馬の像を板石に刻ませたという「昭陵六駿」が有名である。太宗が隋末の戦乱の際に乗馬していた馬を石に浮彫したもので、「白蹄烏」・「拳毛騧」・「颯露紫」・「特勤驃」・「青騅」・「什伐赤」という名で知られる。
- 「白蹄烏」 - 薛仁杲と戦う時の乗馬
- 「拳毛騧」 - 劉黒闥と戦う時の乗馬、「拳毛」と「権于摩」の古テュルク語読みが同じ
- 「颯露紫」 - 王世充と戦う時の乗馬、「颯露」と「沙鉢略」の古テュルク語読みが同じ
- 「特勤驃」 - 宋金剛と戦う時の乗馬
- 「青騅」 - 竇建徳と戦う時の乗馬、「青」と「秦」の古テュルク語読みが同じ
- 「什伐赤」 - 王世充・竇建徳と戦う時の乗馬、「什伐」と「設発」の古テュルク語読みが同じ

そのうち4駿は西安碑林に収蔵され、「颯露紫」と「拳毛騧」2駿はアメリカのフィラデルフィアに渡った。全ての石にあるひび割れは、分割して運んだためであると伝えられる。
また、碑文も多く残り、欧陽詢による「温彦博碑」や褚遂良による「房玄齢碑」などが伝わっている。
1979年、昭陵博物館が完成した。また、全国重点文物保護単位に指定されている。